# Марковский, Иван (хоккеист)
Иван Марковский (болг. Иван Марковски, родился 18 августа 1935 года) — болгарский хоккеист, игравший на позиции защитника. Известен по выступлению за софийский клуб «Академик», в составе которого в 1952 году стал бронзовым призёром чемпионата Болгарии. В составе сборной Болгарии — участник Зимних Олимпийских игр 1976 года, провёл 5 игр на Олимпиаде в групповом этапе (все их Болгария проиграла). В матчах против Румынии (4:9) и Японии (5:7) заработал по одному двухминутному удалению (4 минуты штрафа). Участник чемпионатов мира в группе B в 1976 году и в группе C в 1977, 1978 и 1979 годах. Считается самым возрастным участником зимних Олимпийских игр от Болгарии: на момент последнего матча против Японии, состоявшегося 13 февраля 1976 года, ему было 40 лет и 170 дней.